# Lipljan
Lipljan (se citește Liplian) (albaneză Lipjan sau Lipjani sârbă Липљан, cu alfabetul latin[*]: Lipljan) este un oraș și municipiu în centrul provinciei Kosovo.

## Nume și istorie
Numele Lipljan provine de la Ulpiana, un oraș din Imperiul Roman, de dinaintea sosirii slavilor. Forma neo-latină Lypenion a orașului, apare pentru prima dată într-un text grecesc în 1080 DH.
Se presupune că aici a fost locul de naștere a lui Lekë Dukagjini (1410-1481), succesorul lui Skanderbeg ca lider al rezistenței albaneze împotriva Imperiului Otoman, după moartea acestuia în 1468.

## Demografie
| Compoziție etnică                                                                                      |          |       |        |       |        |      |            |      |        |
| An/Populație                                                                                           | Albanezi | %     | Sârbi  | %     | Croați | %    | Alte etnii | %    | Total  |
| 1961                                                                                                   | 24,433   | 60.98 | 10,902 | 27.21 | 3,304  | 8.25 | 1,431      | 3.57 | 40,070 |
| 1991                                                                                                   | 53,730   | 77.36 | 9,713  | 13.99 | 2,914  | 4.20 | 3,094      | 4.45 | 69,451 |
| ianuarie 1999                                                                                          | 62,706   | 81.3  | 9,985  | 13.0  | N/A    | N/A  | 5,834      | 7.6  | 77,087 |
| 2000                                                                                                   | 63,478   | 83.3  | 9,300  | 12.2  | 363    | 0.5  | 1,890      | 2.6  | 76,143 |
| Notă: Recensământul populației Iugoslavia de-a lungul anului 1991, estimările OSCE pentru 1999 și 2000 |          |       |        |       |        |      |            |      |        |

## Economie
Municipiul este predominant orientat către agricultură. După războiul din 1999 o mare parte a întreprinderilor nu mai sunt operaționale. Multe magazine și restaurante au fost deschise, dar aproximativ 80% din populație este șomeră.